# Українська біржа
АТ «Українська біржа» — фондова біржа цінних паперів України, заснована 15 травня 2008 року.

## Історія
15 травня 2008 року у Києві відбулися установчі збори. Статутний капітал становив 12 млн гривень (близько 2,4 млн доларів). Московська Біржа (раніше РТС) є найбільшим акціонером (на момент створення біржі володіла 49 %) та фактичним ініціатором створення. Решта 51 % акцій розподілені серед 21 української компанії. В кінці 2009 року, виконуючи умови Договору про створення ВАТ «Українська біржа», підписаного між акціонерами в травні 2008 року, РТС розподілила 6 % акцій між найактивнішими учасниками торгів, таким чином знизивши свою частку до 43 %.
30 вересня 2010 року відбулися збори акціонерів ВАТ «Українська біржа», на якому організаційно-правова форма біржі була приведена у відповідність до законодавства-змінена з «Відкрите Акціонерне Товариство» на «Публічне Акціонерне Товариство».
Станом на 1 жовтня 2013 року на біржі було зареєстровано 156 учасників — професійних торговців цінними паперами. 19 компаній надавало своїм клієнтам можливість інтернет-трейдингу.
На «Українській біржі» професійним учасникам ринку доступні такі технології: ринок заявок, ринок котирувань, ринок репо, і строковий ринок, а приватним інвесторам — послуги інтернет-трейдингу.
З 18 червня 2018 року у зв'язку з застосуванням санкцій відповідно до Указу Президента України від 14 травня 2018 року № 126/2018 до програмного забезпечення, яке використовувала біржа, було призупинено торгівлю в режимі безадресних заявок 92 акціями, 245 облігаціями, 28 цінними паперами фондів та 22 ф'ючерсними контрактами. Торги відбувалися виключно в режимі адресних заявок.
31 серпня 2018 року Загальні збори акціонерів Української біржі ухвалили рішення про придбання ПЗ нової торгової системи та випуск 14063 нових акцій (додатково до 25000 випущених раніше) й запропонувати їх Бохайській товарній біржі (Китай).
Інструменти:
Фондовий ринок
1. Акції — 80
  - Ринок заявок — 80
2. Облігації — 236
  - Ринок заявок — 236
3. Інвестиційні сертифікати — 17
4. Всі інструменти фондового ринку — 333

Строковий ринок
1. Ф'ючерси
2. Опціони

Біржова комісія встановлена у розмірі 0,01 % від обсягу угоди з кожного боку.

## Структура управління
- Вищий орган управління «Української біржі» — Загальні збори акціонерів
- Захист прав акціонерів Біржі та регулювання діяльності Правління — Біржова рада
- Перевірка фінансово-господарської діяльності Біржі — Ревізійна комісія
- Загальне керівництво діяльністю «Української біржі» — Правління
- Очолює виконавчий орган Голова Правління — Ткаченко Олег Васильович

## Основні технології
- ринок заявок — анонімні торги з 100 % попереднім депонуванням цінних паперів та грошових коштів (для найбільш ліквідних цінних паперів);
- ринок котирувань — неанонімні торги з розрахунками від T +0 до T +10 (для менш ліквідних цінних паперів);
- режим адресних угод — переговорні угоди з термінами розрахунків до T +30 (для всіх цінних паперів біржового списку);
- ринок РЕПО — працює в режимі переговорних угод
- технологія Центрального контрагента на ринку заявок і на строковому ринку;
- строковий ринок — анонімні торги з розрахунками в гривні — фінансові гарантії будуються на частковому забезпеченні, а також страховому, резервному та гарантійному фонді;
- можливість підключення великої кількості локальних і віддалених користувачів;
- маржирувальні опціони є принципово новим видом інструментів на українському строковому ринку і відкривають широкі перспективи для учасників торгів. Завдяки єдиній системі переоцінки учасники торгів можуть більш ефективно керувати портфелями, що складаються з ф'ючерсів і опціонів, що призведе до якісного розвитку опціонного ринку.

## Інструменти, що торгуються та обсяг торгів, млрд доларів США
На фондовому ринку «Української біржі» торгується 313 цінних паперів, з них 197 акцій. На строковому ринку обертаються ф'ючерс на Індекс українських акцій і опціон на ф'ючерс на Індекс українських акцій (квартальні та місячні).
- Обсяг торгів на всіх ринках «Української біржі» у 2012 році — 2,95
- Обсяг торгів на фондовому ринку — 1,34
- Обсяг торгів на терміновому ринку за 2012 рік — 1,6

## Основні індекси
Індекс українських акцій 27 квітня 2009 «Українська біржа» почала розрахунок і публікацію Індексу українських акцій. Значення індексу були розраховані з початку торгів, 26 березня 2009 року, і на цю дату значення індексу було прийнято рівним 500. 31 грудня 2009 значення індексу досягло 1 455,47 пунктів, таким чином, за цей період Індекс українських акцій підвищився на 191 %.
Спочатку індексний кошик включав 15 найбільш ліквідних акцій. У березні 2012 року з огляду на ринкову ситуацію Індексний комітет «Української біржі» ухвалив рішення про скорочення кількості цінних паперів входять до складу Індексу UX . На даний момент у розрахунок індексу входять 10 акцій українських підприємств.
Індекс українських аграрних компаній (Індекс UXagro) — перший індекс в Україні, що показує динаміку агросектору. До складу індексного кошика Індексу UXagro включено 8 найбільш ліквідних цінних папери емітентів, що ведуть аграрний бізнес в Україні. Датою початку розрахунку було встановлено 1 липня 2013 року. На цю дату значення Індексу прийнято рівним 1000 пунктів. Індекс розраховується один раз на день о 20:00 після закінчення торгів цінними паперами, що входять до складу індексного кошика. Методика розрахунку нового індексу була розроблена Індексним комітетом і 29 липня 2013 затверджена Біржовим радою біржі (протокол № 9 від 29.07.2013 року).

## Членство в асоціаціях
- World Federation of Exchanges (WFE) — Всесвітня федерація бірж (Affiliate Member)
- SIIA / FISD (Фінансова інформація Послуги відділу програмного забезпечення та інформаційної промисловості асоціації)
- МАБ СНД — об'єднання бірж країн СНД

## Історія Української біржі
- 2 жовтня 2008 офіційно зареєстровано юридична особа ВАТ «Українська біржа».
- У грудні 2008 року «Українська біржа» отримала ліцензію Державної комісії з цінних паперів та фондового ринку (ДКЦПФР) на організацію торгів.
- 20 січня 2009 року відбулися тестові торги за системою ринку заявок. На той момент Україна не мала в своєму розпорядженні подібних інструментів. Так само в Україні був відсутній повноцінний інтернет-трейдинг. У планах «Української біржі» розвивати ці напрямки і до кінця 2010 року охопити 50 % ринку біржових послуг.
- Регулярні торги стартували 26 березня 2009. До торгів було допущено 70 найбільш ліквідних акцій українських емітентів .
- 27 квітня 2009 почав розраховуватися і публікуватися індекс Української біржі. Індекс розраховується в режимі реального часу, значення індексу публікуються кожні 15 секунд, а також транслюються всім учасникам торгів через біржовий термінал. Базовим періодом є 26 березня 2009 року — початок регулярних торгів. На цю дату значення індексу прийнято рівним 500. Індекс є зваженим за капіталізацією з урахуванням вільних акцій.

- 3 серпня 2009 у торговців з'явилася можливість укладання угод репо. Ще в травні «Українська біржа» надала торговцям можливість виставляння індикативних котирувань репо.
- 14 вересня 2009 року відбувся запуск торгів за участю Центрального контрагента і ринку котирувань. Функції центрального контрагента на «Українській біржі» виконував ТОВ «Український центральний контрагент» — торговець-зберігач, спеціально створений для реалізації інституту центрального контрагента в Україні.
- 12 січня 2010 року — запуск навчальних торгів у Секції строкового ринку. З допомогою навчальних торгів професійні учасники ринку змогли провести налагодження торговельних систем, налагодити процес торгівлі, а приватні інвестори — освоїти технологію торгівлі строковими контрактами, перевірити свої стратегії в умовах, наближених до реальних.
- 28 квітня 2010 року почалася дослідна експлуатація у Секції строкового ринку. Першу операцію розміром в один контракт на ф'ючерс Індексу українських акцій за ціною 2553,00 пункту уклали учасники торгів ТОВ «Аструм Капітал» і АТ «ІК» «Проспект Інвестментс».
- 27 травня 2010 року — початок торгів у Секції сторокового ринку.
- В середині вересня 2013 року наглядова рада Московської Біржі (МБ), якій належить 43 % капіталу UX і 50 % +1 акція біржі ПФТС рекомендувала об'єднати обидві українські біржі. Щоб мати можливість ухвалити рішення про приєднання UX до ПФТС вирішено викупити через ТОВ «Біржовий центральний контрагент» (БЦК, виконує функцію посередника по операціях на ПФТС, належить МБ) 32 % акцій «Української біржі» і тим самим довести частку МБ в капіталі УБ до 75 %.
- 19 грудня 2016 року — початок торгів ф'ючерсними контрактами на BRENT та BITCOIN[7].

Першим інструментом, який був запущений на строковому ринку «Української біржі», став розрахунковий ф'ючерсний контракт на Індекс українських акцій. У перший день торгів на строковому ринку було укладено 503 угоди об'ємом 5052 контрактів. Мінімальна ціна ф'ючерсного контракту на Індекс українських акцій UX-6.10 протягом дня склала 1706,00, максимальна — 1823,00. Саме ця ціна стала і ціною закриття сьогоднішнього дня. При цьому значення Індексу українських акцій на кінець дня склало 1834,82 пункту.

## Члени біржі
- Універ Капітал
- Dragon Capital
- Concorde Capital
- Investment Capital Ukraine